# Ion Șerban Christu
Șerban Christu (n. 31 octombrie 1895, Craiova, România – d. 2 iunie 1953, Sighetu Marmației, Maramureș, România) - doctor în drept la Paris, ministru secretar de stat (1934), ministru al Comerțului Exterior (1940), director al Direcției Economice din Ministerul de Externe (1940). A fost membru al delegației române trimise la Moscova pentru a încheia armistițiul din 12 septembrie 1944. După semnarea armistițiului, a fost președintele Comisiei Române pentru aplicarea armistițiului (septembrie- noiembrie 1944). De asemenea, a fost membru al delegației României la Conferința de Pace de la Paris din 1946. A fost înlăturat din Ministerul Afacerilor Străine și arestat de autoritățile comuniste la 5-6 mai 1950. A decedat în închisoarea Sighet. 